# Letiště Medlánky (přírodní památka)
Letiště Medlánky je přírodní památka na severozápadním okraji Brna. Nachází se v katastrálním území Komín v okrese Brno-město na ploše stejnojmenného letiště. Chráněné území bylo vyhlášeno k ochraně populace kriticky ohroženého sysla obecného.

## Historie
Medlánecké letiště je v provozu od roku 1924 a slouží k výcviku sportovního a rekreačního bezmotorového létání. Výskyt sysla obecného na vzletové dráze a manipulační ploše je doložen od roku 1989 a od roku 2000 probíhá každoroční monitoring jeho populace. Její velikost kolísá podle přírodních podmínek a režimu údržby letiště a pohybuje se v řádu stovek kusů. Odhadovaná velikost populace byla nejnižší v roce 2003 (patnáct jedinců), zatímco 600 jedinců dosáhla v letech 2016 a 2017. V roce 2023 měla populace odhadem 400 jedinců.
Chráněné území vyhlásil Krajský úřad Jihomoravského kraje v kategorii přírodní památka s účinností od 1. prosince 2023.

## Přírodní poměry
Přírodní památka s rozlohou 25,37 hektaru leží na severozápadním okraji Brna v katastrálním území Komín. Částečně se překrývá s evropsky významnou lokalitou Letiště Medlánky.

### Abiotické poměry
Geologické podloží je tvořené horninami krystalinika Brněnského masivu. Sníženina v okolí lokality je vyplněna neogenními sedimenty (spraše) karpatské Karpatské předhlubně. V geomorfologickém členění Česka přírodní památka leží v Bobravské vrchovině, přesněji v jejím podcelku Lipovská vrchovina a okrsku Medlánecká sníženina v nadmořské výšce 254–284 metrů v nivě Komínského potoka. Z půdních typů se na lokalitě vyvinula hnědozem modální a podél Komíneckého potoka glej fluvický.
V Quittově klasifikaci podnebí se přírodní památka nachází převážně v teplé oblasti T2, pro kterou jsou typické průměrné teploty −2 až −3 °C v lednu a 18–19 °C v červenci. Roční úhrn srážek dosahuje 550–700 milimetrů, počet letních dnů je padesát až šedesát a počet mrazových dnů se pohybuje mezi 100 a 110.

### Flóra a fauna
Plochu letiště pokrývají uměle udržované krátkostébelné trávníky s odolnými dvouděložnými bylinami. Nízký porost vytváří vhodné podmínky pro výskyt sysla obecného (Spermophilus citellus), na jehož nory je vázán brouk lejnožrout Onthophagus vitulus. Na okrajích udržovaných ploch žije křepelka polní (Coturnix coturnix) a plochu letiště využívá při hledání potravy čáp bílý (Ciconia ciconia), poštolka obecná (Falco tinnunculus), vlaštovka obecná (Hirundo rustica), skřivan polní (Alauda arvensis) a bělořit šedý (Oenanthe oenanthe).

## Ochrana přírody
Předmětem ochrany je kriticky ohrožený druh sysel obecný. Cílem opatření je udržení a posílení životaschopné populace v počtu 600–800 jedinců. Její existenci umožňuje pravidelné kosení vzletové a pojížděcí dráhy a přilehlých ploch. Populaci ohrožují volně pobíhající psi, ale ostatní aktivity návštěvníků jsou obvykle krátkodobé a podstatně ji neovlivňují. Z dlouhodobého hlediska by bylo vhodné rozšířit místní areál rozšíření sysla do dvou blízkých přírodních památek Netopýrky a Medlánecké kopce pomocí biokoridorů. V roce 2023 byl sysel na obou lokalitách pozorován.